# Warriors (serie)
Warriors, in Giappone Musō (無双? lett. "Senza rivali"), è una serie di videogiochi d'azione sviluppata dall'Omega Force e dalla Koei (attualmente Koei Tecmo Games). Nei vari videogiochi il meccanismo di combattimento caratteristico delle serie rimane pressoché invariato, mentre l'ambientazione è spesso modificata, infatti è possibile individuare delle vere e proprie sotto-serie. Nelle edizioni originali, è sempre presente musō (無双?) nei titoli. Il primo videogioco pubblicato è stato Dynasty Warriors 2 del 2000.

## Storia e gameplay
Il primo videogioco distribuito con il suffisso Musō è stato Dynasty Warriors, Sangoku Musō (三國無双?) in Giappone, del 1997. Seppure ambientato nell'epoca dei Tre Regni come i successivi, si tratta di un videogioco picchiaduro a incontri con l'utilizzo di armi, simile alla serie Soulcalibur, il cui stile di combattimento è stato poi abbandonato.
Dynasty Warriors 2 è stato distribuito in Giappone come Shin: Sangoku Musō (真・三國無双?) nel 2000 e rappresenta a tutti gli effetti uno spin-off del precedente. Il videogioco, e tutti i successivi della serie, sono stati pensati come videogiochi d'azione hack and slash in cui il giocatore sceglie un personaggio e lo segue nelle sue missioni, solitamente battaglie storiche, contro soldati nemici o particolari antagonisti. Il personaggio, solitamente un generale dell'esercito, è costretto a combattere simultaneamente contro decine di avversari, incorporando elementi tipici dei videogiochi strategici in tempo reale.
Dopo il successo di Dynasty Warriors, l'Omega Force decise di creare altri giochi di questo genere, chiamato semplicemente Musō in Giappone. Sono seguite le serie Samurai Warriors ambientato nell'epoca Sengoku e Warriors Orochi, crossover tra Dynasty e Samurai; in seguito il team ha collaborato con altri studi videoludici, come la Bandai Namco Games, per adattare il sistema di gioco a nuove ambientazioni.

## Videogiochi

### Dynasty Warriors
Dynasty Warriors, in Giappone Shin: Sangoku Musō (真・三國無双? lett. "Autentico: I Tre regni senza rivali"), è la prima e più vasta sotto-serie. L'ambientazione è ispirata al classico cinese Il romanzo dei Tre Regni.

#### Console
- 1997 - Dynasty Warriors (PlayStation)
- 2000 - Dynasty Warriors 2 (PlayStation 2)
- 2001 - Dynasty Warriors 3 (PlayStation 2 e Xbox)
- 2003 - Dynasty Warriors 4 (PlayStation 2, Xbox e Windows)
  - 2004 - Dynasty Warriors 4: Empires (PlayStation 2)
- 2005 - Dynasty Warriors 5 (PlayStation 2 e Xbox)
  - 2006 - Dynasty Warriors 5: Empires (PlayStation 2 e Xbox 360)
- 2007 - Dynasty Warriors 6 (PlayStation 3, Xbox 360 e Windows)
  - 2009 - Dynasty Warriors 6: Empires (PlayStation 2 & 3, Xbox 360)
- 2011 - Dynasty Warriors 7 (PlayStation 3 e Xbox 360) 
  - 2013 - Dynasty Warriors 7: Empires (Playstation 3)
- 2013 - Dynasty Warriors 8 (Playstation 3, Xbox 360) 
  - 2018 - Dynasty Warriors  8 Xtreme Legends Definitive Edition (Nintendo Switch)
- 2018 - Dynasty Warriors 9 (PlayStation 4, Xbox One e Windows)
  - 2022 - Dynasty Warriors  9 Empires (PlayStation 4 & 5, Xbox Series, Nintendo Switch e Windows)[3]

#### Portatile
- 2004 - Dynasty Warriors (PlayStation Portable)
- 2005 - Dynasty Warriors Advance (Game Boy Advance)
- 2006 - Dynasty Warriors Vol. 2 (PlayStation Portable)
- 2007 - Dynasty Warriors DS: Fighter's Battle (Nintendo DS)
- 2009 - Dynasty Warriors: Strikeforce (PlayStation Portable, PlayStation 3 e Xbox 360)
- 2012 - Dynasty Warriors Next (PlayStation Vita)[4]
- 2012 - Dynasty Warriors VS (Nintendo 3DS)

### Samurai Warriors
Samurai Warriors, in Giappone Sengoku Musō (戦国無双? lett. "Sengoku senza rivali"), è ambientata nell'epoca Sengoku del Giappone.
- 2004 - Samurai Warriors (PlayStation 2 e Xbox)
- 2006 - Samurai Warriors 2 (PlayStation 2 e Xbox)
- 2007 - Samurai Warriors: Katana (Wii)
- 2009 - Samurai Warriors 3 (Wii)
  - 2011 - Samurai Warriors 3: Empires (PlayStation 3)
- 2014 - Samurai Warriors 4
  - 2016 - Samurai Warriors 4: Empires (Nintendo Switch, PlayStation 3, PlayStation 4)
- 2016 - Samurai Warriors: Spirit of Sanada (PlayStation 3, PlayStation 4, PlayStation Vita e Steam)
- 2021 - Samurai Warriors 5 (Xbox Series, PlayStation 4, Nintendo Switch, Steam)[5]

### Warriors Orochi
Warriors Orochi, in Giappone Musō Orochi (無双OROCHI? lett. "Senza rivali Orochi"), è un crossover tra le serie Dynasty Warriors e Samurai Warriors.
- 2007 - Warriors Orochi (PlayStation 2, Xbox 360, PlayStation Portable e Windows)
- 2008 - Warriors Orochi 2 (PlayStation 2, Playstation Portable e Xbox 360)
- 2009 - Warriors Orochi Z (PlayStation 3 e Windows)
- 2011 - Warriors Orochi 3 (PlayStation 3 e Xbox 360)
- 2018 - Warriors Orochi 4 (PlayStation 4, Xbox One e Switch)
  - 2020 - Warriors Orochi 4 Ultimate (PlayStation 4, Xbox One, Nintendo Switch e Steam)

### Hyrule Warriors
Hyrule Warriors, in Giappone Zelda Musō (ゼルダ無双?, Zeruda Musō, lett. "Zelda senza rivali"), è un crossover tra le serie Dynasty Warriors e The Legend of Zelda.
- 2014 - Hyrule Warriors (Nintendo Wii U)
  - 2016 - Hyrule Warriors Legends (Nintendo 3DS)
  - 2018 - Hyrule Warriors: Definitive Edition (Nintendo Switch)
- 2020 - Hyrule Warriors: L'era della calamità (Nintendo Switch)[6]

### Fire Emblem Warriors
Fire Emblem Warriors, in Giappone Fire Emblem Musō (ファイアーエムブレム無双?, Faiā Emuburemu Musō, lett. "Fire Emblem senza rivali"), è un crossover tra le serie Dynasty Warriors e Fire Emblem.
- 2017 - Fire Emblem Warriors (Nintendo Switch e Nintendo 3DS)
- 2022 - Fire Emblem Warriors: Three Hopes (Nintendo Switch)

## Videogiochi tratti da manga e anime

### Dynasty Warriors: Gundam
Dynasty Warriors: Gundam, in Giappone Gundam Musō (ガンダム無双?, Gandamu Musō, lett. "Gundam senza rivali"), è una serie basata sull'anime Gundam. È pubblicata dalla Bandai Namco Games.
- 2007 - Dynasty Warriors: Gundam (PlayStation 3 e Xbox 360)
- 2008 - Dynasty Warriors: Gundam 2 (PlayStation 2, Playstation 3 e Xbox 360)
- 2011 - Dynasty Warriors: Gundam 3 (PlayStation 3 e Xbox 360)

### Fist of the North Star: Ken's Rage
Fist of the North Star: Ken's Rage, in Giappone Hokuto Musō (北斗無双? lett. "Hokuto senza rivali"), è una serie basata sul manga Ken il guerriero di Buronson e Tetsuo Hara.
- 2010 - Fist of the North Star: Ken's Rage (PlayStation 3 e Xbox 360)
- 2012 - Fist of the North Star: Ken's Rage 2 (PlayStation 3 e Xbox 360)

### One Piece: Pirate Warriors
One Piece: Pirate Warriors, in Giappone One Piece: Kaizoku Musō (ワンピース 海賊無双?, Wan Pīsu Kaizoku Musō), è una serie basata sul manga One Piece di Eiichirō Oda. È pubblicata dalla Bandai Namco Games.
- 2012 - One Piece: Pirate Warriors (PlayStation 3)
- 2013 - One Piece: Pirate Warriors 2 (PlayStation 3 e PlayStation Vita)
- 2014 - One Piece: Pirate Warriors 3 (PlayStation 3, PlayStation 4, PlayStation Vita e Steam)
- 2020 - One Piece: Pirate Warriors 4 (PlayStation 4, Xbox One, Nintendo Switch e Steam)

### Berserk
Noto in Giappone come Berserk Musō, è un gioco sviluppato da Omega Force.
- 2016 - Berserk and the Band of the Hawk (PlayStation 3, PlayStation 4, PlayStation Vita e Steam)

## Altri
- 2011 - Warriors: Legends of Troy (PlayStation 3 e Xbox 360)
- 2015 - Arslan: The Warriors of Legend (PlayStation 3 e PlayStation 4)
- 2020 - Persona 5 Strikers (PlayStation 4, Nintendo Switch e Steam)